# Tidkume
Tidkume var en runristare som främst var verksam i Enköpingstrakten, så när som på en ristning, Sö 205 i Södermanland, 
som han ristat tillsammans med Äsbjörn, vilken ses som Tidkumes lärjunge. Tidkume ristade i stilarna Pr 3 och Pr 4. Tidkume bör därför vara äldre än runristaren Livsten som enbart ristade i stilen Pr 4. Livsten – Tidkume – Äsbjörn avses som lärare – elev ristargrupp med generationsväxling med tätaste samverkan inom Selaön.

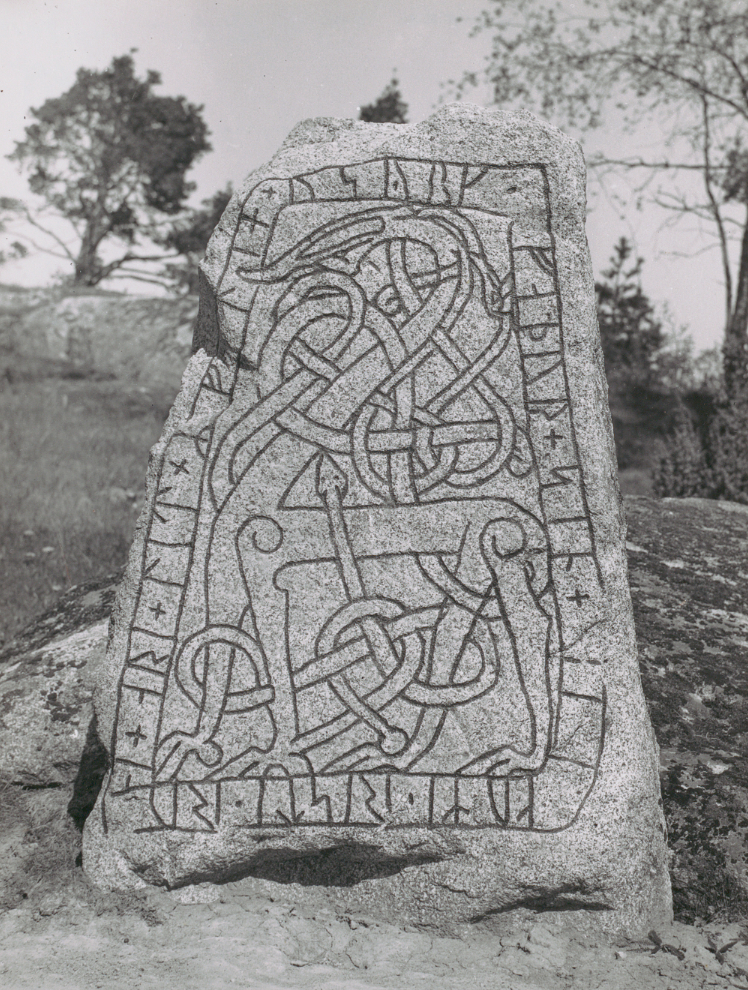
Upplands runinskrifter 742

## Signerade ristningar
- Sö 205 (signerad • tiþkumi • hiuku • runiʀ • )
- U 733 (signerad : tiþkumi : hink )
- U 742 (signerad + [tiþ]kumi • risti • runi )
- U 758 (signerad :: - - . . . - - - : risti : runaʀ • þasi ) [Tiðkumi] risti runaʀ þessi.
- U 759 (signerad : tiþkumi : risti : runaʀ : þasi )
- U 771 (signerad : tiþkumi : iyk : sten þino )
- U 775 (signerad • [tiþk]umi • risti • ru[naʀ] þis )
- U 828 (signerad x ti[þk]umi x uk x sten x þino )

## Attribuerade ristningar
- Sö 193, Sö 201, Sö 377[5]
- U 691, U 692, möjligen U 716, U 717, möjligen U 718, U 763 och U 764, U 765, U 777 (med Livsten?), U 781, möjligen U 800 och U 803, U 813, U ATA6243/65[5]
- Vs 10[5]